# Spokojnie, to tylko awaria
Spokojnie, to tylko awaria (ang. Airplane II: The Sequel) – amerykańska komedia z 1982, parodiująca filmy katastroficzne, będąca kontynuacją filmu Czy leci z nami pilot?, mającego premierę dwa lata wcześniej.

## Fabuła
Ted Striker (Robert Hays), były pilot wojskowy, który przed laty uratował samolot pasażerski przed katastrofą trafia tym razem na pokład wahadłowca. Na jego pokładzie Ted spotyka byłą dziewczynę, Elaine Dickinson (Julie Hagerty), która wciąż pracuje jako stewardesa. Obecnie ma nowego narzeczonego, Simona (Chad Everett). Podczas lotu buntuje się komputer pokładowy, zabija załogę i przejmuje nad wszystkim kontrolę. Ponownie los pasażerów i Elaine zależy od Teda. Pomaga mu drogą radiową naziemny kontroler lotów McCroskey (Lloyd Bridges).

## Obsada
- Robert Hays – Ted Striker
- Julie Hagerty – Elaine Dickinson
- Lloyd Bridges – Steve McCroskey
- Chad Everett – Simon Kurtz
- Peter Graves – kapitan Oveur
- William Shatner – Podpułkownik Buck Murdock
- Wendy Phillips – Mary
- Chuck Connors – The Sarge
- Art Fleming – gospodarz teleturnieju
- Pat Sajak – dziennikarz wiadomości